# Acer spicatum
Acer spicatum é uma espécie de árvore do gênero Acer, pertencente à família Aceraceae.